# Wendy Adams
Wendy K. Adams es una física y educadora estadounidense. Es profesora investigadora de física en la Escuela de Minas de Colorado.

## Biografía
Originaria de Colorado, se graduó de la Universidad del Norte de Colorado en 1994 con una licenciatura en física. Asistió a la Universidad de Colorado donde obtuvo una maestría en física en 1996 y un doctorado en Física con especialidad en Investigación en Educación Física en 2008
 bajo la supervisión de Carl Wieman. Se convirtió en miembro del cuerpo docente de la Escuela de Minas de Colorado en 2017.
Es conocida por su trabajo en simulaciones educativas interactivas de física, incluido el proyecto PhET Interactive Simulators, sobre la eficacia de las discusiones entre pares sobre la comprensión conceptual de la física, la medición de las creencias de los estudiantes sobre conceptos físicos, las creencias públicas sobre lo que es ser profesor de física, y sobre otros aspectos de la educación física.

## Reconocimiento
Fue ganadora en 2018 del Premio a la Excelencia en Educación Física de la Sociedad Estadounidense de Física (APS). El premio citó su "desarrollo sistemático, difusión y evaluación de la herramienta de educación física, el proyecto de Simulaciones Interactivas PhET, utilizado en todo el mundo por millones de estudiantes y sus profesores". En 2019 fue nombrada miembro de la Sociedad Estadounidense de Física, luego de una nominación del Foro de Educación de APS, "por su impactante investigación en educación física y el posterior desarrollo de evaluaciones en las áreas de resolución de problemas, creencias de los estudiantes y preparación de docentes, liderando a una serie de mejoras, como un mayor aprendizaje de los estudiantes y una reducción de la escasez de profesores de física".